# Aldona stella-nigra
Aldona stella-nigra är en svampart som beskrevs av Racib. 1900. Aldona stella-nigra ingår i släktet Aldona och familjen Parmulariaceae.   Inga underarter finns listade i Catalogue of Life.